# Jamming
Jamming är en reggaesång av Bob Marley & The Wailers från albumet Exodus 1977. Sången har blivit en av Bob Marleys mest kända, och finns med på samlingsalbumet Legend från 1984.

## TV- och filmframträdande
- Sången sjungs av Chief Wiggum i The Simpsons-avsnittet "The Canine Mutiny".
- Sången hörs i filmen How High från 2001
- Sången är en av många Bob Marley-låtar som spelas i filmen Captain Ron.
- Sången hörs i Vänneravsnittet "The One Where Rachel Smokes".
- Sången sjungs i filmen Along Came Polly.